# Eremon
Eremon is een kevergeslacht uit de familie van de boktorren (Cerambycidae). De wetenschappelijke naam van het geslacht werd voor het eerst geldig gepubliceerd in 1864 door Thomson.

## Soorten
Eremon omvat de volgende soorten:
- Eremon fuscoplagiatum Breuning, 1940
- Eremon mycerinoides Thomson, 1864